# 澤連季區

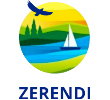

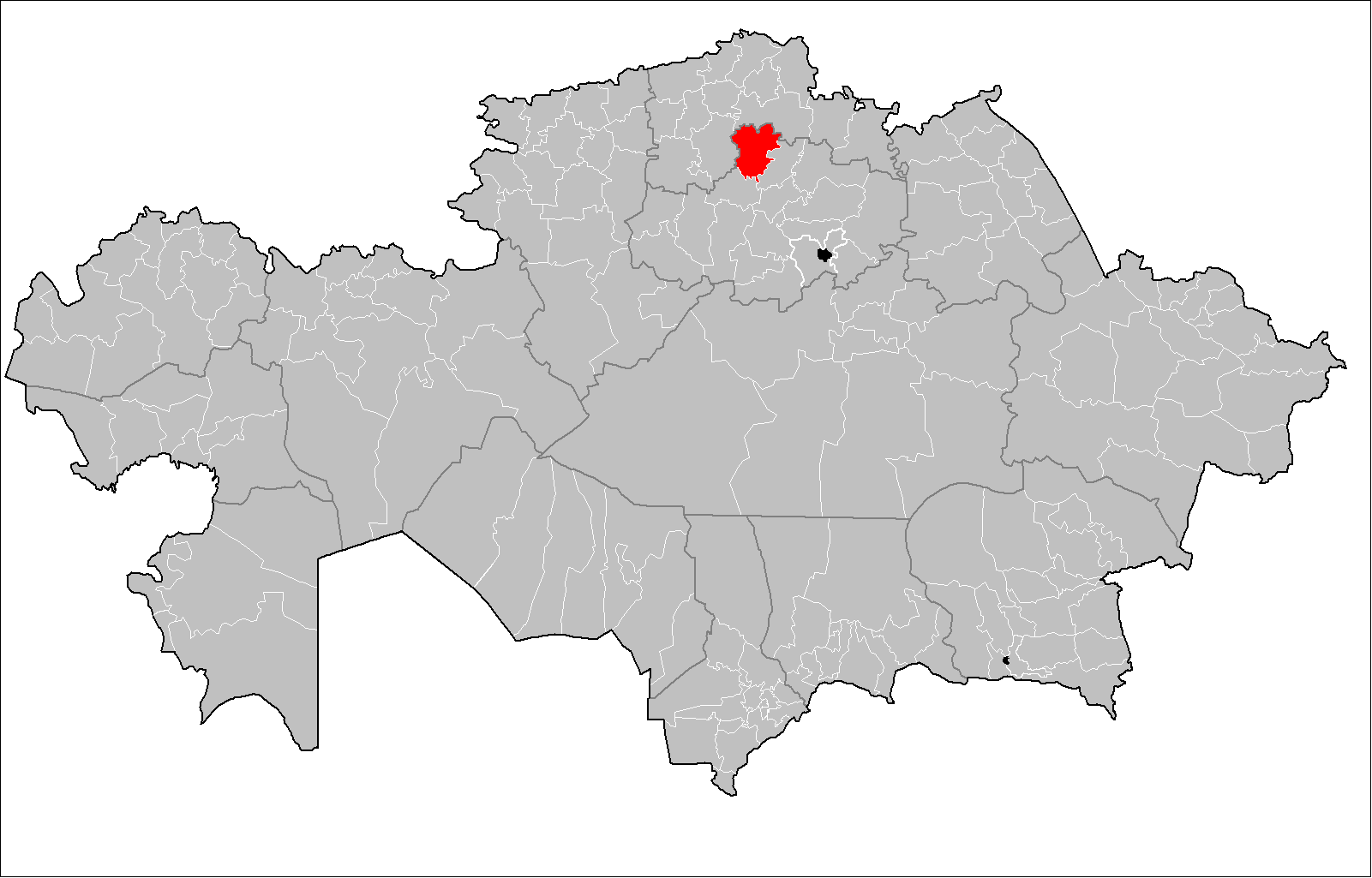

52°56′24″N 69°11′24″E / 52.94000°N 69.19000°E
澤連季區是哈薩克斯坦的行政區，位於該國北部，由阿克莫拉州負責管轄，首府設於澤連季，始建於1936年，面積7,800平方公里，2013年人口39,972。